# На углу, у Патриарших
«На углу, у Патриарших» — 4-серийный российский детективный телефильм 1995 года режиссёра Вадима Дербенёва. Премьера 1-й серии состоялась на НТВ 29 октября 1995 года, 2-й серии — 5 ноября, 3-й — 12 и 4-й — 19 ноября 1995 года.
Игорь Ливанов, исполнивший главную роль капитана милиции Сергея Никольского, получил премию МВД России.
Сериал снискал огромную популярность и получил в начале 2000-х три продолжения: «На углу, у Патриарших 2» (2001), «На углу, у Патриарших 3» (2003), «На углу, у Патриарших 4» (2004). В 2003 году переделанный в повесть сценарий издан отдельной книгой.
В 2004 году на V международном телекинофоруме «Вместе» (Ялта) продюсеру и режиссёру всех частей Вадиму Дербенёву и продюсеру продолжений Владимиру Досталю был вручён Приз «За плодотворный творческий поиск в создании телесериалов, обращенных к массовой аудитории».

## Сюжет
Середина 1990-х годов. 40-летний капитан / майор милиции Сергей Никольский служит в одном из отделений в центре Москвы. Он одинок, небогат (скромно одевается, ездит на старенькой «Победе»), но при этом безукоризненно честен, принципиален, никогда не идёт на поводу у начальства, из-за чего не пользуется у него особым расположением и со скрипом продвигается вверх по служебной лестнице.
Однажды он встречает на улице своего институтского приятеля Алексея Тарасова, крупного бизнесмена и адвоката, который, по старой дружбе, начинает оказывать Сергею покровительство — хлопочет за него перед милицейским начальством и т. п. В это же время в городе происходит серия краж дорогого антиквариата и ограбление вдовы известного писателя. Расследуя эти преступления, Никольский понимает, что за ними стоит Тарасов. Но доказательства его вины найти довольно трудно — настолько хитроумно всё организовано…
Тем не менее, Никольскому удаётся ликвидировать всю банду и арестовать Тарасова, а заодно и пресечь переправку краденых драгоценностей за границу.

## Содержание серий

### 1-я серия. «Тихая ночь»
Опергруппа во главе с капитаном милиции Сергеем Никольским приезжает на «место преступления» — дворничиха обнаружила труп. Однако труп оказался живым алкоголиком. Немного позже в СИЗО попадает сосед Никольского по двору, хранивший дома гранаты, а сам капитан разоблачает сержанта Черныша за попытку рэкета молодого торговца из ларька.
В отделении торговец узнаёт одного из преступников — опытного вора-домушника «Разлуку», находящегося в бегах. Благодаря информации от старого знакомого капитана — скупщика Стаса — оперативникам удаётся повязать беглеца на съёмной квартире.
На следующий день Никольский встречает у отделения своего старого знакомого по институту — Алексея Тарасова, ставшего бизнесменом и адвокатом. Тот знакомит капитана с искусствоведом Натальей Румянцевой и сообщает Сергею, что тот повышен в звании до майора.

### 2-я серия. «Наташа»
Ограблена вдова известного писателя. В момент ограбления в квартире присутствовала искусствовед Наталья Румянцева. На допросе она признаётся, что все эскизы хранила в сейфе, от которого год назад потеряла ключ. После пресечения уличного нападения на Наташу Никольский разрешает ей несколько дней пожить у него.
По описанию потерпевших оперативники узнают преступника. Им является ранее судимый Пётр Ионович Балбочан, известный под кличкой «Бец». Оперативники находят его, но во время допроса тот симулирует припадок, что помогает ему сбежать. За побег Никольский получает выговор от генерала Колесникова.
Киллер Артём, предчувствуя, что на след группировки вышла милиция, допрашивает директора ресторана Пыжикова о знакомстве с Балбочаном, а позже — самого «Беца», спрятавшегося в ресторане, об украденных драгоценностях. Бандиты решают отвезти «Беца» к шефу на подробный допрос, но их планы рушатся благодаря вмешательству оперативников. В процессе перевозки украденных драгоценностей Балбочан гибнет при перестрелке на ложном посту ДПС. Тем не менее, драгоценности возвращены законному владельцу. Наташа признаётся Сергею, что слайды одалживала ненадолго Тарасову. Никольский понимает, что именно Тарасов организовал ограбление.

### 3-я серия. «Невидимый дирижёр»
В своей квартире вечером убит правительственный чиновник Георгий Шадрин. Исходя из того, как оно произошло, Никольский приходит к выводу, что это было самоубийство. В процессе расследования выяснилось, что Шадрин подвергался шантажу и позволял себе сходить «налево». О последнем факте становится известно молодому журналисту Володе, после чего он решает сделать о нём журналистское расследование.
Никольский находит бордель, в котором бывал Шадрин, и готовит операцию по его ликвидации. Операция проходит довольно успешно, а проститутка Выходцева даёт показания о причастности к шантажу Шадрина в прокуратуре.
Сосед чиновника, капитан 1 ранга Константин устраивает по поводу написания статьи о покойном маленькое застолье, куда приглашает Никольского и журналиста Володю. Во время банкета офицер выводит журналиста на чистую воду — статья, очерняющая Шадрина как чиновника и человека, оказалась заказной, а её заказчиком был Тарасов. После чистосердечного признания Владимира у Никольского не остаётся сомнений, что именно Тарасов стоит за всеми преступлениями. Тем не менее, никаких формальных оснований для его ареста у Никольского пока нет.
Тарасов назначает Никольскому встречу на Патриарших и по-приятельски предупреждает Сергея, что не надо «переть на рожон». В ответ Никольский заявляет ему, что теперь точно знает, на чем его ловить. Тарасов приходит к мысли о возможном убийстве Никольского.

### 4-я серия. «Охота»
К Никольскому обращается ресторанный музыкант Гулевой — у него была украдена брошь, доставшаяся ему от бабушки. Согласно показаниям музыканта, одним из причастных к краже был журналист. Через знакомую Наташи — владелицу ювелирного салона Жанну Полякову — следствие выходит на продажного журналиста Володю.
На следующий день Гулевой узнаёт журналиста, оказавшегося наводчиком. Володя не признаёт, что был у музыканта дома, и устраивает погром, за что вместе со всеми оказывается в отделении милиции.
На допросе Володя даёт ложные показания, при этом не признавая, что работает на Тарасова. Никольский, предполагая, что журналист умышленно лжёт, закрывает его в КПЗ на сутки. На следующий день Володю убивают прямо в ресторане.
Никольский договаривается с Мишей Лепиловым по поводу задержания Тарасова и Поляковой в аэропорту и рекомендует подготовить операцию, а Наташе советует не ночевать у него.
На следующий день по наводке Тарасова на Никольского совершается покушение во дворе его дома. В результате тщательно спланированной операции Полякову задерживают в аэропорту вместе с драгоценностями, а оперативники, благодаря усилиям Славы Котова, арестовывают киллера Артёма и их бывшего коллегу Федю, работавшего на бандитов после увольнения из органов.
В процессе досмотра выясняется, что драгоценности, изъятые у Поляковой — ненастоящие, а похищенные подлинники хранятся у Тарасова. Жанну отпускают, а внезапно появившийся в аэропорту Никольский помогает арестовать бизнесмена. Под конец фильма майор мирится с Наташей.

## В ролях
— А насколько Сергей Никольский из сериала «На углу, у Патриарших» близок по характеру актеру Игорю Ливанову?
 — По сути, я играл здесь самого себя. Еще в начале работы над ролью сказал себе: «А вот попробуй-ка в этих обстоятельствах». После чего понял: если бы судьба забросила меня на юридический, именно такая жизнь, как у моего героя, могла состояться и у меня.
- Игорь Ливанов — капитан/майор милиции Сергей Васильевич Никольский
- Оксана Фандера — Наталья Николаевна Румянцева, искусствовед, возлюбленная Никольского (озвучивает Ольга Сирина)
- Анатолий Кузнецов — подполковник/полковник милиции Виталий Петрович Беляков, начальник 108 отделения милиции
- Алексей Шейнин — Алексей Вадимович Тарасов, адвокат и бизнесмен
- Александр Берда — майор милиции Вячеслав Иванович Котов, оперуполномоченный МУРа
- Игорь Петров — лейтенант милиции Михаил Лепилов
- Борис Клюев — генерал-майор милиции Павел Николаевич Колесников, начальник УВД Центрального округа Москвы
- Валерий Носик — Станислав, скупщик краденого, информатор Никольского (озвучивает Игорь Ясулович)
- Александр Ильин — Виктор Алексеевич Пономарёв, он же вор-рецидивист «Разлука»
- Валерий Смецкой — Петр Ионович Балбочан, он же «Бец»
- Ольга Егорова — Тамара, любовница «Беца»
- Игорь Верник — Артём, главарь банды
- Александр Пятков — Пыжиков, администратор ресторана
- Вероника Изотова — проститутка Лариса Выходцева
- Михаил Жигалов — Константин, капитан 1-го ранга ВМФ России
- Валентина Дугина — Галина, жена Константина
- Юлия Силаева — Жанна Полякова
- Валентина Березуцкая — дворничиха Раиса Максимовна Шакурова
- Андрей Кайков — подросток-велосипедист, подрезавший «Разлуку»
- Александр Абрамов — Дмитрий, продавец из ларька, опознавший «Разлуку»
- Владимир Колокольцев — опер в штатском (Будущий министр МВД РФ)
- Маргарита Шубина — Нина
- Виктор Ельцов — Егоров, сосед Нинки
- Николай Сысоев — лысый бандит, подручный Артёма
- Александр Горбачёв — подручный бандит Артёма
- Валерий Кудряшов — бандит, требовавший у Никольского драгоценности под видом сотрудника ГАИ
- Юрий Смирнов — Анатолий Яковлевич, ювелир
- Леонид Сатановский — Михаил Абрамович
- Станислав Костецкий — капитан милиции Александр Митрофанов
- Майя Менглет — Софа, жена Михаила Абрамовича
- Павел Бобров — Гуревой, ресторанный музыкант
- Юрий Митрофанов — Федор, бывший опер, подручный бандитов
- Эдуард Хруцкий — следователь прокуратуры
- Зоя Зелинская — Майя Дмитриевна Виноградова, управляющая борделем
- Игорь Муругов — Юрий Валентинович Седов
- Владимир Скворцов — Владимир, продажный журналист, работающий на бандитов
- Зиновий Высоковский — Ройтман
- Анатолий Чижиков — Генри Генрихович Арбузов, адвокат
- Алексей Макаров — цыган
- Борис Белов
- Елена Мельникова

## Съёмки
Съемки фильма проходили в сентябре-декабре 1994 года в Москве. Отделение милиции в фильме 108-е отделение милиции Москвы, которое располагалось в Южинском переулке — как раз на углу у Патриарших. В то время отделение возглавлял Владимир Колокольцев, будущий министр МВД, который помогал съёмкам и даже сам снялся в эпизодической роли опера в штатском.

## Критика
Увлекательнейший 4-серийный фильм. Криминальный кинороман. Главным достоинством картины, несомненно, является ярко выраженная современность, злободневность. Она выражается не только в узнаваемых приметах времени, в очень профессиональной и компетентной постановке, но и в тщательно выписанных и сыгранных достоверно персонажах. История ограбления богатой московской квартиры, в орбиту которой втянуты десятки действующих лиц, не давала повода для социальных и глубоких психологических разработок. Да в них и не было необходимости. И всё же даже в рамках такой узкой творческой задачи выделяются некоторые главные персонажи талантливо сыгранные А. Кузнецовым, И. Ливановым, О. Фандера, В. Шейниным.— журнал «Вестник», 1996 год
4-серийный телефильм о буднях оперуполномоченного московской милиции Никольского, получивший продолжения и ставший сериалом, стал успешным и знаковым для телевидения России:

Возможно, этот проект имел бы куда большую популярность и стал бы образчиком детективного российского телесериала, если бы в дальнейшем на ТВ не появились легендарные «Улицы разбитых фонарей». Впрочем, «На углу, у Патриарших» и без того сумел составить достойную конкуренцию историям из жизни петербургского угрозыска.— Аргументы и факты, 2016
Согласно данных исследования в 2006 году проведённому журналом «Социологические исследования» по популярности в России этот сериал среди российских детективных сериалов занимал третье место, лишь незначительно уступая сериалам «Улицы разбитых фонарей» и «Убойная сила».